# Littérature mauritanienne
Dans un pays (et une région) où les expressions littéraires cohabitent en arabe, français, poular, soninké, wolof, la publication d'une première anthologie, francophone, est un premier pas vers la réévaluation de toutes les expressions littéraires de Mauritanie. La Mauritanie est riche d'environ 4 millions d'habitants en 2022, sans compter les diasporas. La population est globalement bilingue voire trilingue : langues en Mauritanie.

## Oralité
Une répartition plausible serait, toutes langues confondues :
1. formes brèves : proverbes, maximes, adages, dictons, devises, emblèmes, devinettes, énigmes, contes, chansons,
2. lignées (familles, villages) : listes ordonnées de noms (anthroponymes) et de lieux (toponymes),
3. art et artisanat : lexique de termes, techniques, pratiques
4. pharmacopée et médecine : plantes, traitement médical (et social),
5. récits fondateurs (mythes, légendes), rites et rituels (religieux et civils)...

### Arabe
La source principale d'information est Al Wasît. Tableau de la Mauritanie au début du 20e siècle (Le Caire, 1911), de Sid' Ahmed Wall Alamin.
- poésie shi'r, lettrée, d'amour ghazal ou nasîb,
- poésie ghna, populaire : Saddum Ould Njartu, Mohamed Ould Moktar,
- proverbes (Hammam Fall, dictons, récits...
- épopée maure T’heydinn (en)[1] (en danger), inscrite sur la liste du patrimoine culturel immatériel de l'humanité en Mauritanie.

Il s'agit de langue hassanya, ou arabe mauritanien.

### Pulaar
- chant-poésie de terroir, fantang (généalogie), goumbala (exhortation au combat), pékane (de pêche), kerondé (de chasse), dileré (de tissage), lelé (de nuit),
- poésie islamique : louange au prophète, odes aux fondateurs des confréries,

### Soninké
- chants : mariage, religion, circoncision,
- contes, proverbes, devinettes, récits,

### Wolof
- Contes, louanges, proverbes...

### Actualité
Les développements technologiques, dont la radio, la téléphonie, la télévision et (l'accès à) internet, contribuent à maintenir une forte présence orale, multilingue.

## Littérature écrite
Depuis l'islamisation, par les Berbères, puis l'arabisation des Berbères, la langue arabe écrite est la langue de référence, dans tous les domaines, et d'abord en religion.
Les contacts avec les puissances européennes restent limités jusqu'à la colonisation française, à partir du Sénégal. La langue française s'impose : commerce, politique, administration, enseignement (francisation), presse, vie courante, mais suscite aussi réticences et rejet.
Depuis l'indépendance, en 1960, l'expression littéraire s'est développée dans les différentes langues, en particulier en français. La littérature mauritanienne existe, même si elle est mal connue, même des Mauritaniens.
Il n'existe pas encore de source fiable sur les écrits mauritaniens en zénaga, tamasheq, bambara, sérère, diola, ou dans la langue des Imraguens.

### en français

#### Poésie
Les tendances majeures sont : négritude, féminité, rythme, chant, danse, lyrisme patriotique, prière, désir de Sahel. 
- Oumar Bâ
- Djibril Sall
- Tène Youssouf Gueye (1923-1988)
- Assane Diallo
- Ousmane Moussa Diagana (1946-)
- Bios Diallo

#### Théâtre
Les pièces sont plutôt politiques.
- Tene Youssouf Gueye
- Moussa Diagana
- Abdoul Ali War

#### Roman
Les romans sont partiellement ethnographiques.
- Tene Youssouf Gueye
- Di Ben Amar
- Moussa Ould Ebnou
- El Ghassem Ould Ahmedou
- Harouna-Rachid Ly
- Abdoul Ali War
- Mbarek Ould Beyrouk

#### Témoignage
- Mohamedou Ould Slahi (1970-)

### en peul (oupoular)
La littérature en peul concerne une bonne partie de l'Afrique de l'Ouest.
- Mélanie Bourlet, La littérature peule contemporaine. Caractéristiques et enjeux
- Christiane Seydou Flânerie à travers la littérature des Peuls du Massina, article de la revue Africanistes, 79-2, 2010
- Ursula Baumgardt, Littérature en peul
- Olivier Kyburz, La littérature peule dans la collection Classiques Africains, 1994

### en soninké
La littérature en soninké concerne le Mali, le Sénégal, et la Mauritanie.
Elle est recensée principalement sur le site soninkara.
Parmi les publications récentes, Yaxun Gundo Waanagoye, (Le secret du mariage), de Aliou Sy (Aliyu Si Sawaane).

### en wolof
Diverses tentatives (sénégalaises) de traduction en wolof ou depuis le wolof ont lieu,. 
Un exemple est Buur Tilléen (1962) de Cheikh Alioo Ndao et Doomi Golo de Boubacar Boris Diop

## Institutions
- Bibliothèque nationale de Mauritanie (1962)
- Archives nationales de Mauritanie (en) (1955)
- Le Quotidien de Nouakchott (es) (2 000 exemplaires)